# Engenharia desportiva
A engenharia desportiva é a área multidisciplinar da engenharia voltada ao projeto, desenvolvimento e teste de equipamentos e materiais para prática desportiva. Os equipamentos utilizados por atletas sempre evoluíram em termos de desenvolvimento e projeto tecnológico baseados no conhecimento existente. A engenharia desportiva só passou a existir oficialmente em 1998 quando foram criados o Grupo de Pesquisa em Engenharia Desportiva (atual Centre for Sports Engineering Research) e a Associação Internacional de Engenharia Desportiva, na Universidade Sheffield Hallam (Inglaterra). Desde então, esta área tem crescido imensamente e agora envolve várias universidades, empresas, quadros regulamentadores e clubes desportivos de todo o mundo.

Os engenheiros desportivos estão geralmente envolvidos nas seguintes atividades:
- Projeto de equipamentos e materiais: projeto e desenvolvimento de novos equipamentos e materiais baseados nos requisitos dos atletas, por exemplo: projeto de cadeiras-de-rodas para pára-atletas; grama sintética para arenas e estádios desportivos;
- Modelagem e simulação computacional: simulação das forças atuantes sobre atletas e seus equipamentos (Análise por Elementos Finitos) ou simulação do fluxo de ar ao redor dos equipamentos (Dinâmica dos Fluidos Computacional), por exemplo: análise aerodinâmica no futebol;
- Testes e experimentos em laboratório: medição do comportamento de equipamentos, atletas e sua interação em ambiente controlado, por exemplo: medição da tração de chuteiras de futebol;
- Teste de campo: registro do comportamento de equipamentos esportivos no local da prática desportiva, por exemplo: gravação em vídeo de jogadores de tênis ao atingir a bola;
- Trabalho com órgãos regulamentadores: avaliar os efeitos de mudança nas regras ou estudar os riscos de lesão;
- Trabalho com atletas: trabalhar em parceria com atletas para melhorar seu desempenho.

A engenharia desportiva vem de um conjunto de disciplinas relacionadas aos esportes. Estas incluem disciplinas de ciências desportivas e engenharia usadas pela indústria de equipamentos desportivos. Historicamente, havia mestrados em engenharia mecânica ou engenharia desportiva e muitos passaram a realizar pesquisas em nível de pós-graduação. A medida que a indústria de equipamentos desportivos crescia, os engenheiros eletrônicos especializados em alta tecnologia passaram a se envolver nesta área. A Universidade Sheffield Hallam, da Inglaterra, oferece um MSc (mestrado em ciências) em engenharia desportiva. O Grupo de Pesquisas em Engenharia Desportiva da Universidade Sheffield Hallam também mantém um blog sobre engenharia desportiva.
A maioria das pesquisas em engenharia desportiva em universidades inglesas são realizadas nas seguintes universidades: Sheffield, Sheffield Hallam, Loughborough, Bath, Strathclyde e Londres. Na Austrália, a Universidade de Adelaide criou em 2008 um curso de engenharia desportiva e, quase em seguida, a Universidade Griffith criou em 2009 uma graduação em engenharia desportiva baseada em eletrônica.
Nos Estados Unidos, a University of Southern Mississippi criou em 2006 um curso de graduação em Materiais Esportivos e de Alta Performance com foco na integração da ciência dos materiais com ciências do movimento humano.